# CAHL 1932/33
Die Saison 1932/33 war die siebte reguläre Saison der Canadian-American Hockey League (CAHL). Meister wurden die Boston Cubs.

## Teamänderungen
Folgende Änderungen wurden vor Beginn der Saison vorgenommen:
- Die Bronx Tigers stellten den Spielbetrieb ein.
- Die Castors de Québec kehrten nach vierjähriger Abwesenheit in die Liga zurück.

## Modus
In der Regulären Saison sollten die sechs Mannschaften jeweils 48 Spiele absolvieren, jedoch zogen sich die Springfield Indians bereits nach 13 Partien vom Spielbetrieb zurück. Die drei bestplatzierten Mannschaften qualifizierten sich für die Playoffs. Für das Weiterkommen im Halbfinale waren die erzielten Tore entscheidend, im Finale in der Best-of-Five-Serie die Anzahl der Siege. Für einen Sieg erhielt jede Mannschaft zwei Punkte, bei einem Unentschieden einen Punkt und bei einer Niederlage null Punkte.

## Reguläre Saison

### Tabelle
Abkürzungen: GP = Spiele, W = Siege, L = Niederlagen, T = Unentschieden, GF = Erzielte Tore, GA = Gegentore, Pts = Punkte
|                     | GP | W  | L  | T | GF  | GA  | Pts |
| ------------------- | -- | -- | -- | - | --- | --- | --- |
| Philadelphia Arrows | 48 | 29 | 12 | 7 | 153 | 95  | 65  |
| Providence Reds     | 48 | 26 | 16 | 6 | 129 | 117 | 58  |
| Boston Cubs         | 48 | 21 | 18 | 9 | 136 | 119 | 51  |
| New Haven Eagles    | 48 | 16 | 27 | 5 | 100 | 137 | 37  |
| Castors de Québec   | 48 | 11 | 30 | 7 | 106 | 156 | 29  |
| Springfield Indians | 13 | 6  | 5  | 2 | 29  | 29  | 14  |

## Playoffs
|  | Halbfinale | Halbfinale          | Halbfinale |  |  | Finale | Finale              | Finale |
|  |            |                     |            |  |  |        |                     |        |
|  |            |                     |            |  |  |        |                     |        |
|  | 1          | Philadelphia Arrows |            |  |  |        |                     |        |
|  |            | Freilos             |            |  |  |        |                     |        |
|  |            |                     |            |  |  | 1      | Philadelphia Arrows | 2      |
|  |            |                     |            |  |  | 3      | Boston Cubs         | 3      |
|  | 2          | Providence Reds     | 4          |  |  |        |                     |        |
|  | 3          | Boston Cubs         | 7          |  |  |        |                     |        |
|  |            |                     |            |  |  |        |                     |        |